# Morus rubra

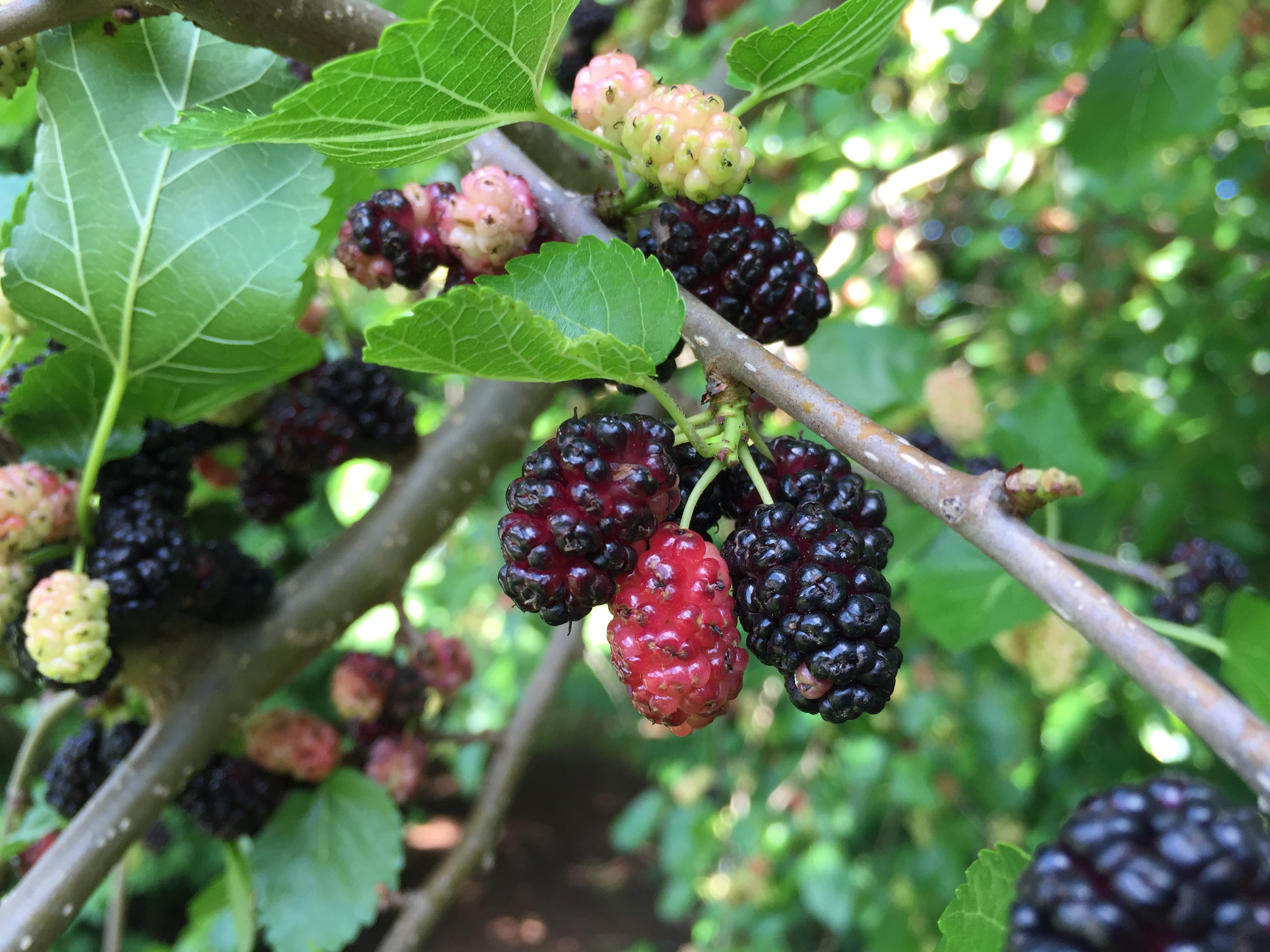
Hojas y frutas

La mora roja (Morus rubra) es una especie de mora nativa de la parte este de Norteamérica, desde la parte más sureña de Ontario y Vermont llegando por el sur hasta Florida y por el sureste hasta Dakota del Sur y el centro de Texas. La mora roja se encuentra dentro de la lista de especies amenazadas en Canadá.

## Descripción
Es un árbol de hoja caduca, que se desarrolla hasta los 10 a 15 m de altura, raramente 20 m, con un tronco que llega por encima de los 50 cm de diámetro. Las hojas son alternas, de 7 a 14 cm  de longitud y de 6 a 12 cm de anchura, simple, ampliamente  cordada, con una muesca baja en la base, sin lóbulos en los árboles maduros, frecuentemente con 2 a 3 lóbulos en los árboles jóvenes, y con unos márgenes finamente serrados.
La fruta es un conglomerado compuesto de varias pequeñas drupas, similar en apariencia a la mora negra, de 2 a 3 cm de longitud, rojo madurando a púrpura oscuro, comestible y muy dulce con buen sabor.

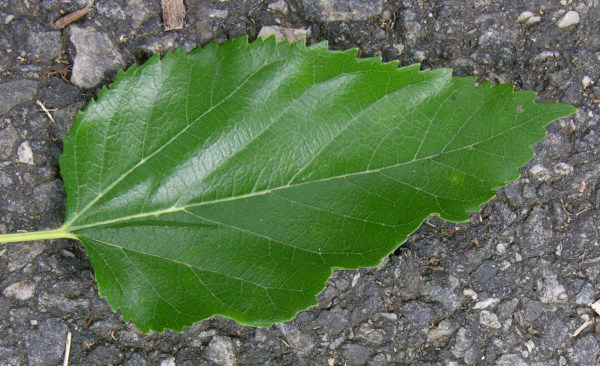
Haz de la hoja
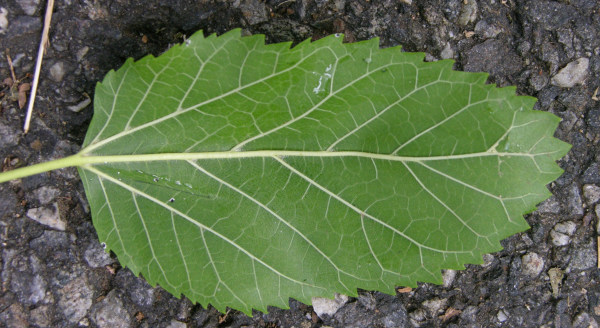
Envés de la hoja